# Pato real
Hay dos especies de aves pertenecientes al orden de las anseriformes y a la familia de las Anátidas que son   conocidas popularmente como Pato Real; ellas son:
- Anas sibilatrix que habita en el centro y sur de Argentina y Chile.

- Cairina moschata sylvestris que habita en la América tropical y subtropical.
- Anas platyrhynchos

- Datos: Q6066364